# Sint Antoniesbreestraat

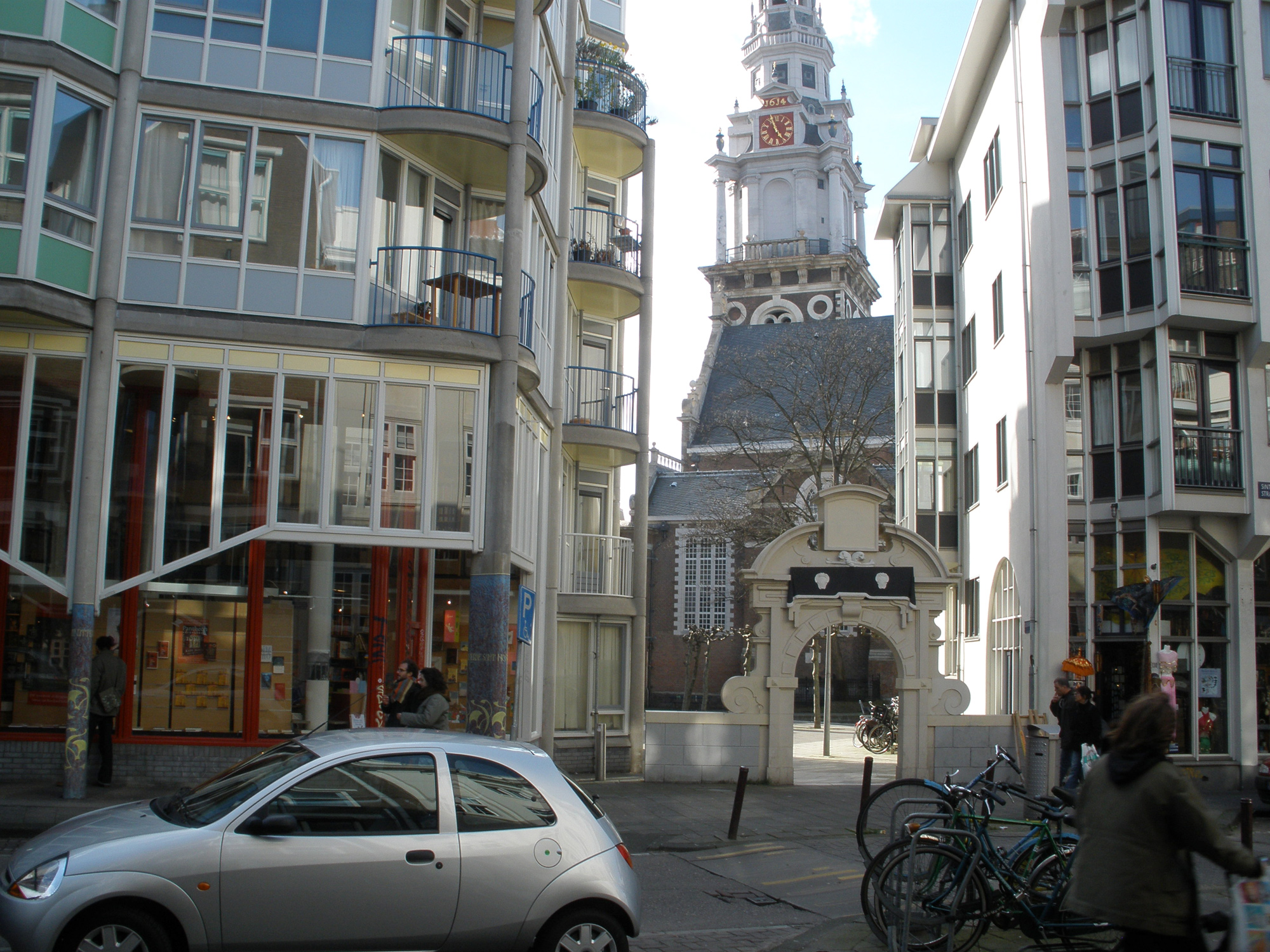
Vue de la Zuiderkerk depuis Sint Antoniesbreestraat.

Sint Antoniesbreestraat (« Grande Rue Saint-Antoine » en néerlandais) est une rue principale de Amsterdam.

## Situation et accès
Située dans le quartier du Lastage de l'arrondissement Centrum, elle relie Nieuwmarkt au Sint Antoniesluis où elle est prolongée par la Jodenbreestraat. La rue est aujourd'hui principalement commerçante, et compte de nombreuses boutiques spécialisées. 

## Historique
Son tracé correspond à celui d'une ancienne une digue, la Sint Antoniesdijk, qui fut construite pour protéger la ville médiévale des inondations. Jusqu'au XVIIe siècle, la section sud de la rue qui correspond à l'actuelle Jodenbreestraat en faisait également partie.
Au XVIIe siècle, la rue fut rendue populaire par des artistes tels que le peintre Rembrandt, qui y vécut dans la maison du marchand d'art Hendrick van Uylenburgh de 1631 à 1635, puis de nouveau entre 1639 et 1656, cette fois-ci dans sa propre maison (sur l'actuelle Jodenbreestraat), qui fut construite en 1606 et où se trouve aujourd'hui le Musée de la maison de Rembrandt. 
Parmi les autres peintre qui habitèrent dans la rue, on peut citer Esaias Boursse, qui était le voisin de Rembrandt, Nicolaes Eliaszoon Pickenoy, Cornelis van der Voort, Roelant Savery, Pieter Lastman (dans l'atelier duquel Rembrandt fut son apprenti), Justus and Johannes Vingboons, et leur père David Vinckboons de même que l'ancien maire Geurt van Beuningen. Joan Huydecoper et Isaac de Pinto y grandirent également.
L'ancienne maison de De Pinto, la Huis De Pinto, reconnaissable à sa façade italianisante s'y trouve toujours. Pinto la rénova peu de temps après son acquisition en 1651. Le bâtiment abrite aujourd'hui une bibliothèque municipale.
Sint Antoniesbreestraat est située dans l'ancien quartier juif du Jodenbuurt. Au cours de la Seconde Guerre mondiale, de nombreux habitants juifs du Raamgracht furent déportés vers les camps de concentration où beaucoup périrent. De nombreuses habitations de la ville restèrent ainsi vacantes durant de nombreuses années, et tombèrent en ruine. 
Dans le cadre d'un plan d'aménagement urbain conçu dans les années 1970, il fut envisagé de raser une partie des habitations afin de construite une voie express, ainsi qu'une ligne de métro. Cependant, face aux contestations de la population, qui virèrent aux émeutes en 1975, le projet d'avenue fut finalement abandonné.
La Huis De Pinto devint l'un des symboles de la défense de l'ancien quartier. 